# Dolichiscus diana
Dolichiscus diana är en kräftdjursart som beskrevs av Schultz 1981. Dolichiscus diana ingår i släktet Dolichiscus och familjen Austrarcturellidae. Inga underarter finns listade i Catalogue of Life.